# Eutyrannosauria
Eutyrannosauria — це клада тиранозавроїдних теропод, поширення яких було виявлено на території сучасної Азії та Північної Америки. Клада складається з еволюційного класу тиранозаврів, таких як аппалахіозавр, дріптозавр і бістахіеверс, або які привели до родини тиранозаврових. Групу назвали в 2018 році Делкур і Грілло в їхній статті про можливих тиранозавроїдів південної півкулі та філогеографію тиранозаврів.